# ポール・ロワイヤル学派
ポール・ロワイヤル学派（フランス語: École de Port-Royal）は、17世紀フランスのポール・ロワイヤル修道院を中心に展開されたカトリック内部の宗教的・哲学的改革運動を行った組織である。ジャンセニスムの思想に基づき、厳格な道徳観と内面の信仰を重視し、教育・論理・言語の分野にも多大な影響を与えた。

## 概要
ポール・ロワイヤル学派はポール・ロワイヤル修道院を拠点に活動していた。17世紀には宗教改革を志向する知識人たちの活動の拠点となった。この学派は、コルネリウス・ヤンセンはアウグスティヌスの恩寵論に立脚したジャンセニスムを背景に、カトリック教会内の形式主義的傾向を批判し、より厳粛で内面的な信仰のあり方を追求した。
中心人物には、アントワーヌ・アルノー（Antoine Arnauld）、ピエール・ニコル（Pierre Nicole）、ジャン・ラシーヌ（Jean Racine）らがいる

## 哲学と教育
ポール・ロワイヤル学派は、哲学・論理・教育においても重要な成果を残している。代表的な著作として、アルノーとニコルによる『論理学、あるいは思考の技法（La Logique ou l’art de penser）』（1662年）は、後に『ポール・ロワイヤル論理学』として有名になりデカルトやパスカルの哲学を融合させた教科書として、現代まで大きな影響を与えている。この論理学書は、フランス人の思考方法の模範となった教科書である。

## ジャンセニスムとの関係
ポール・ロワイヤル学派は、ジャンセニスムの思想的拠点であり、特にジャンセニウスの『恩寵論』の影響のもと、様々な主題をめぐってローマ教皇庁やイエズス会としばしば対立した。教義論争は政治問題にも発展し、修道院は一時閉鎖・解散に追い込まれることもあった。

## 影響
ポール・ロワイヤル学派は、フランスにおける教育の近代化に貢献するとともに、合理主義哲学や宗教思想にも深い影響を残した。